# Alexandra Feofilaktowna Wassiljewa-Sinzowa
Alexandra Feofilaktowna Wassiljewa-Sinzowa, geboren Wassiljewa, (russisch Александра Феофилактовна Васильева-Синцова; * 25. Märzjul. / 6. April 1875greg. in Tiflis; † 21. Oktober 1943 in Moskau) war eine russische bzw. sowjetische Physikochemikerin und Hochschullehrerin.

## Leben
Wassiljewa studierte in St. Petersburg von 1896 bis 1900 in den Höheren Bestuschew-Kursen für Frauen. Darauf arbeitete sie als Lehrerin an der St. Petersburger Bergbau-Grundschule und verfasste ein Lehrbuch mit Rechenbeispielen für das erste und zweite Unterrichtsjahr. Dann studierte sie an der Universität Göttingen, wo sie 1905 zur Dr. phil. promoviert wurde. Ab 1906 lehrte sie als Dozentin Chemie in den Bestuschew-Kursen. Sie verfasste Lehrbücher, darunter ein Lehrbuch der Methoden der physikalisch-chemischen Messungen, das 1912 erschien und immer wieder bis 1928 neu aufgelegt wurde.
Nach der Oktoberrevolution lehrte Wassiljewa in Charkow. Dort heiratete sie den Mathematiker Dmitri Sinzow (1867–1946), der sich an der Organisation der Hochschulbildung in Charkow beteiligte. Sie arbeitete 1921 am Lehrstuhl für Physikalische Chemie des Charkower Instituts für Volksbildung, und daneben lehrte sie bis 1925 am Pharmazeutischen Institut. Sie leitete 1930–1931 die Abteilung für Physikalische Chemie des Sanitär-Bakteriologischen Instituts.
An dem aus dem Institut für Volksbildung entstandenen Charkower Physikalisch-Chemisch-Mathematischen Institut war Wassiljewa ab 1930 Dozentin und ab 1932 Professorin. Sie leitete 1932–1934 den Lehrstuhl für Physikalische Chemie nach dem Tod der Lehrstuhlleiterin G. J. Muchina. Nach der Neugründung der Universität Charkow übernahm Iwan Franzewitsch diesen Lehrstuhl. Ihr Forschungsschwerpunkt war die Photochemie der Wolframsäure.
Im Deutschen Angriffskrieg gegen die Sowjetunion wurde Wassiljewa aus Charkow nach Moskau evakuiert, wo sie am 21. Oktober 1943 starb. Begraben wurde sie in Charkow.